# Públio Metílio Segundo
Públio Metílio Segundo (em latim: Publius Metilius Secundus) foi um senador romano nomeado cônsul sufecto em algum momento no primeiro semestre de 123 com Tito Priférnio Gêmino. Membro da gente Metília, de Alba Longa e da Transpadana, Segundo era filho de Públio Metílio Nepos, cônsul sufecto em 103, irmão de Públio Metílio Nepos, cônsul em 128, e pai de Marco Metílio Aquílio Régulo, cônsul em 157.